# Marvel Comics Presents
Marvel Comics Presents è una serie a fumetti pubblicata negli Stati Uniti d'America dalla Marvel Comics.